# Pilocrocis fanovalis
Pilocrocis fanovalis là một loài bướm đêm trong họ Crambidae.